# Михаїл (Бондарчук)
Михаїл (світське ім'я — Бондарчук Ігор Петрович; 22 липня 1968 , Київ ) — архієрей Православної церкви України (до 15 грудня 2018 року — Української православної церкви Київського патріархату), митрополит Вінницький і Тульчинський.

## Життєпис
Батько — Бондарчук Петро Гордійович, військовослужбовець, помер 6 лютого 1995 р. Мати — Бондарчук Галина Михайлівна, службовець, померла 19 травня 1993 р. До школи пішов у 1975 році. Закінчив 8 класів у 1983 р. з 1983 по 1986 рік навчався в СПТУ № 1 м. Києва.
З 1986 по 1988 рр. був у лавах Радянської армії.
З 1989 навчався в СПТУ № 30 і працював на заводі «Кристал», був бригадиром.
У 1997 році вступив до КДС, а 12 лютого 1998 року Преосвященнішим Даниїлом (Чокалюком), єпископом Вишгородським, рукоположений в сан диякона, в храмі Святого Апостола Івана Богослова міста Києва.
10 липня 1998 року в храмі Святого Апостола Івана Богослова був пострижений у ченці з ім'ям Михаїл, на честь Архистратига Божого Михаїла. Був зарахований до братії Свято-Михайлівського монастиря і призначений на посаду скарбника.
28 липня 1998 року був рукоположений в сан ієромонаха Святійшим Патріархом Філаретом у Свято-Володимирському кафедральному соборі м. Києва.
21 листопада 2000 року був возведений в сан ігумена.
В 2001 році вступив в КДА.
2 травня 2002 року був возведений в сан архимандрита.
29 червня 2002 року був нагороджений Патріаршою Грамотою за заслуги перед УПЦ КП і на честь 10 річниці об'єднавчого собору.
23 січня 2004 року нагороджений орденом Святого Архистратига Михаїла.
У 2004 році закінчив КДА і захистив кандидатську дисертацію.

## Єпископське служіння
1 січня 2006 року згідно з рішенням Синоду УПЦ КП рукоположений в сан єпископа Полтавського і Кременчуцького у Свято-Володимирському соборі м. Києва.
Із січня 2006 року по липень 2011 року перебував у складі УАПЦ.
23 липня 2008 р. нагороджений президентом України В. А. Ющенком орденом «За заслуги перед Вітчизною III ст..»
27 липня 2011 року прийнятий до кліру УПЦ КП, згідно з рішенням Священного синоду.
27 липня 2011 року, згідно з рішенням Священного синоду УПЦ КП призначений єпископом Дубенським, вікарієм Рівненської єпархії.
23 січня 2012 року, згідно з рішенням Священного синоду УПЦ КП, за церковні заслуги перед Українською Православною Церквою Київського Патріархату — нагородити єпископа Дубенського МИХАЇЛА (Бондарчука) Орденом Святого Рівноапостольного князя Володимира III — го ступеня.
25 січня 2012 року, згідно з рішенням Священного синоду Української православної церкви Київського патріархату (Журнал № 5 від 23 січня 2012 року), Преосвященний єпископ Дубенський Михаїл, вікарій Рівненської єпархії, звільняється від тимчасового керування Рівненською єпархією та призначається єпископом Дрогобицьким і Самбірським, керуючим Дрогобицько-Самбірською єпархією.
Рішенням Священного синоду УПЦ Київського патріархату від 8 березня 2013 року (журнал № 16) призначений єпископом Вінницьким і Брацлавським.
16 травня 2016 року, з нагоди свого ювілею 50-літнього служіння на Київській кафедрі, Патріарх Філарет возвів єпископа Михаїла в сан архієпископа.
15 грудня 2018 року разом із усіма іншими архієреями УПЦ КП взяв участь у Об'єднавчому соборі в храмі Святої Софії.
5 лютого 2019, рішенням Синоду ПЦУ його титул змінено на «Вінницький і Тульчинський», також змінено і назву єпархії.
3 лютого 2024 року його було підвищено у сані до митрополита.